# Danny De Bie

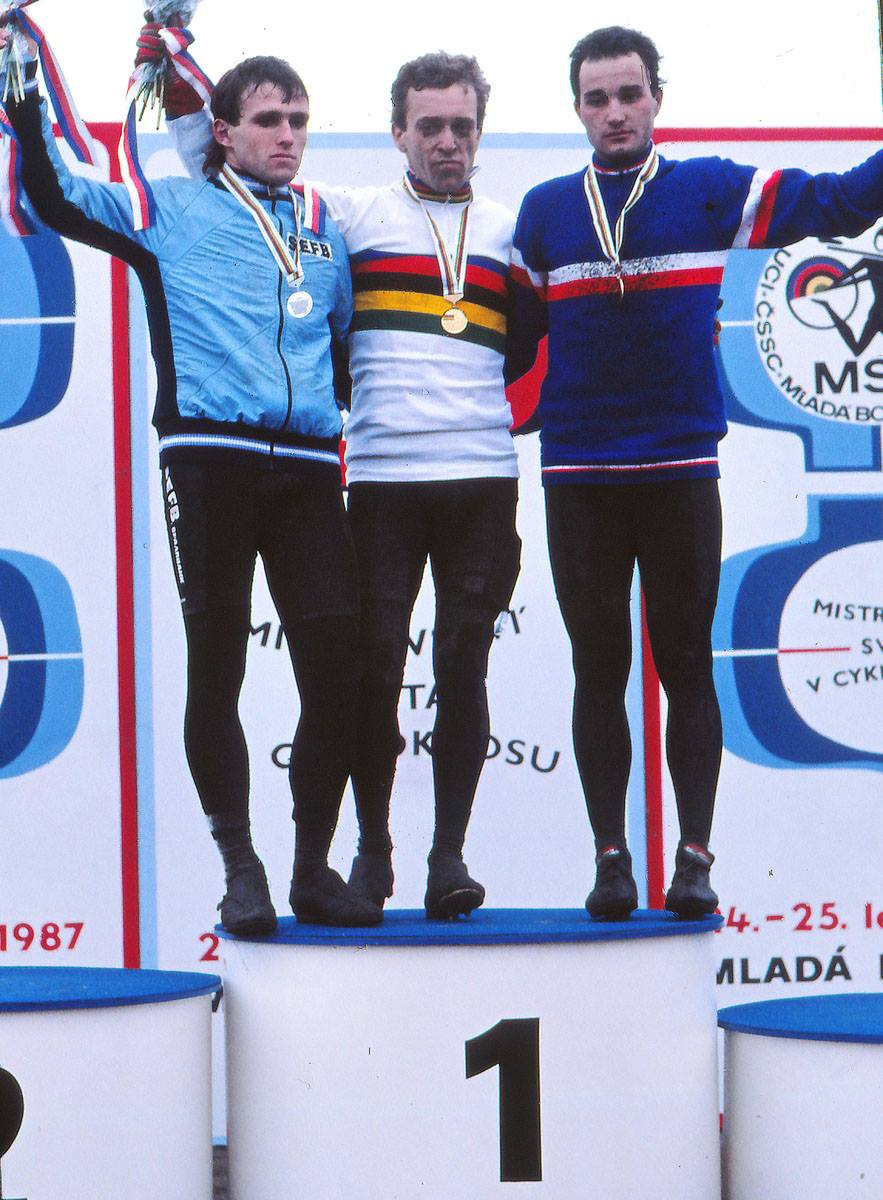
Danny De Bie (l.)

Danny De Bie (ur. 23 stycznia 1960 w Beerzel) – belgijski kolarz przełajowy i szosowy, dwukrotny medalista przełajowych mistrzostw świata.

## Kariera
Pierwszy sukces w karierze Danny De Bie osiągnął w 1987 roku, kiedy zdobył srebrny medal w kategorii elite podczas przełajowych mistrzostw świata w Mladej Boleslav. W zawodach tych wyprzedził go jedynie Klaus-Peter Thaler z RFN, a trzecie miejsce zajął Francuz Christophe Lavainne. Na rozgrywanych dwa lata mistrzostwach świata w Pontchâteau zwyciężył w tej samej kategorii, pokonując bezpośrednio Adriego van der Poela z Holandii oraz Christophe'a Lavainne'a. Ponadto w sezonie 1993/1994 zajął drugie miejsce w klasyfikacji generalnej Pucharu Świata w kolarstwie przełajowym. Wyprzedził go tylko rodak, Paul Herijgers, a trzeci był kolejny reprezentant Belgii, Marc Janssens. Trzykrotnie zdobywał mistrzostwo Belgii. Startował też w kolarstwie szosowym, jednak bez większych sukcesów.